# Thomas Paulwitz
Thomas Eckart Robert Paulwitz (* 13. Juli 1973 in Eichstätt) ist ein deutscher Historiker, Journalist und Publizist. Im Jahr 2000 war er Mitbegründer der Print- und Onlinezeitung Deutsche Sprachwelt, als deren Chefredakteur er bis heute tätig ist. Paulwitz galt als einer der Wortführer für die Rücknahme der Reform der deutschen Rechtschreibung von 1996. Seit 2011 ist er Sprecher der Arbeitsgemeinschaft Straße der deutschen Sprache, seit 2015 Vorstandsvorsitzender der Theo-Münch-Stiftung für die Deutsche Sprache.

## Leben

### Herkunft, Geschichtsstudium und Korporation
Paulwitz hat nach eigenen Angaben ostpreußische Vorfahren. Er entstammt einer Försterfamilie und wuchs im Forsthaus Gungolding bei Eichstätt auf. Bis zum Abitur 1992 besuchte er das Willibald-Gymnasium in Eichstätt.
Danach studierte er von 1992 bis 1995 Biologie bis zur Diplom-Vorprüfung an der Friedrich-Alexander-Universität Erlangen-Nürnberg. 2001 erlangte er mit einer Arbeit über Richard Scheringer und den Nationalbolschewismus den Magisterabschluss (M.A.) in Geschichte und Politikwissenschaft. Während des Studiums trat er dem Verein Deutscher Studenten zu Erlangen (VDSt) bei, einer Mitgliedsverbindung im Kyffhäuserverband. Ab 2002 war er kurzzeitig Promotionsstudent.

### Publizistisches Wirken und Mitgliedschaft in Sprachgesellschaften
Seit 1995 ist Paulwitz als freier Journalist tätig. Er veröffentlichte u. a. bei Frankfurter Allgemeine Zeitung, Ostpreußenblatt, Deutschland-Journal, Die Freie Welt und Junge Freiheit. Außerdem schrieb er nach der Rechtschreibreform mehrere Leserbriefe für die Tageszeitungen Nürnberger Nachrichten und Frankfurter Allgemeine Zeitung (FAZ), in denen er die beschlossenen Änderungen kritisierte.
Paulwitz war oder ist in verschiedenen Sprachgesellschaften aktiv. 2007 gründete er zur Pflege der deutschen Sprache die Neue Fruchtbringende Gesellschaft (NFG) in Köthen, deren Beisitzer er wurde. Zur Bundestagswahl 2009 kritisierte er in seiner Funktion als Vorstandsmitglied aus sprachlicher Sicht die Wahlprogramme der meisten Bundestagsparteien; Zustimmung fand einzig dasjenige der CSU. Von Februar 2009 bis April 2015 war er Ordensrat für Sprachpflege im Pegnesischen Blumenorden, der Mitglied der NFG ist. Außerdem ist er Mitglied der Schweizer Orthographischen Konferenz (SOK). Seit 2011 ist er Sprecher für die Arbeitsgemeinschaft Straße der deutschen Sprache, die Ferienorte in Mitteldeutschland symbolisch miteinander verbindet. Seit 2015 ist er Vorstandsvorsitzender der Theo-Münch-Stiftung für die Deutsche Sprache.

### Vortragstätigkeit bei Organisationen und in den Medien
Paulwitz hielt zahlreiche Vorträge u. a. beim Köthener Sprachtag, der Redaktionskonferenz der Bild-Zeitung, zu einem Sprachsymposium an der Friedrich-Alexander-Universität Erlangen-Nürnberg, beim Netzwerk Deutsche Sprache, bei der Ost- und Mitteldeutschen Vereinigung der CDU und bei Studentenverbindungen. 2008 war er Mitglied im Expertenkreis eines Online-Diskussionsforums „Hat Deutsch eine Zukunft?“ der FAZ, dem u. a. auch Wolf Schneider, Edda Moser, Jürgen Trabant, Paul Kirchhof, Klaus Reichert und Cem Özdemir angehörten. 2012 war er zusammen mit dem CSU-Politiker Manfred Weber und dem Radiomoderator Michael Skasa Gast im PresseClub München zum Thema „Schafft Deutschland seine Sprache ab?“ und 2013 zusammen mit dem Sprachwissenschaftler Anatol Stefanowitsch, der 2011 eine Gegenpetition zu „Deutsch ins Grundgesetz“ initiierte, in der ZDFinfo-Sendung Lass’ma talken Digga: Muss die deutsche Sprache geschützt werden? Darüber hinaus führten Deutschlandfunk, n-tv und Bayern 2 Gespräche mit ihm über das Projekt Straße der deutschen Sprache. Zusätzlich stellte er das Projekt auf der Leipziger Buchmesse vor, bereits 2012 war er Referent zum Thema „Deutschland schafft seine Schreibschrift ab!“ auf der Frankfurter Buchmesse.
Gemeinsam mit Stefan Barth war Paulwitz 2013 mit dem Namen „Gerch“ (Georg) Gewinner der durch das Bayerische Staatsministerium der Finanzen angeregten Namensfindung für den Turmwächter auf der Nürnberger Kaiserburg.

### Ehrenamtliches Engagement und Familie
Paulwitz ist darüber hinaus Mitbegründer der Initiative „Rettet die Sektenkinder von Lonnerstadt“, die 2012 eine Mahnwache in Lonnerstadt im mittelfränkischen Landkreis Erlangen-Höchstadt abhielt, und veröffentlichte 2013 in der Regionalzeitung Fränkischer Tag den Leserbrief Glaube gibt Halt. Außerdem trat er kurz im Beitrag „Sektenkinder – Streit ums Kindeswohl“ der WDR-Sendung Menschen hautnah auf und nahm in der Sendung kontrovers des Bayerischen Rundfunks Stellung zum Fall.
Paulwitz ist verheiratet und hat zwei Kinder; er lebt in Nürnberg. Sein Bruder Michael ist ebenfalls Journalist und Historiker.

## Publikation des Volkswörterbuchs „Engleutsch“
Paulwitz publizierte gemeinsam mit Stefan Micko das Volkswörterbuch Engleutsch. Der Verein für deutsche Rechtschreibung und Sprachpflege (VRS) aus Schwaig bei Nürnberg war daran sowohl als Herausgeber als auch Finanzier beteiligt. Darin kritisierten die Autoren den Gebrauch von Anglizismen in der deutschen Sprache. Für diesen Gebrauch von Denglisch macht Paulwitz „mangelnde Sprachloyalität“ verantwortlich. Man müsse, um dem entgegenzutreten, ein „Bewusstsein für den Wert der Muttersprache stärken“.
Paulwitz selbst führte zuvor zum Konkurrenzbegriff Denglisch aus:

„Den erst in jüngerer Zeit aufgenommenen Begriff ‚Denglish‘ halten wir für unangemessen, weil er zu geschmeidig glatt und nicht häßlich genug ist. Außerdem hat in ‚Denglish‘ das Englische schon die Überhand gewonnen; das Deutsche ist nur noch durch einen Buchstaben vertreten. Dieses Übergewicht wirkt zu hoffnungslos und wird dem Erscheinungsbild der Sprachvermischung nicht gerecht.“

Die Reaktion auf das Buch ging so weit, dass der damalige österreichische Bundeskanzler Wolfgang Schüssel (ÖVP) den Herausgebern des Buches neue Stichwörter vorschlug. Nach Angaben von Paulwitz wurde es 35.000-mal verkauft. Die Wissenschaftspublizisten Hans Friedrich Ebel, Claus Bliefert und Walter Greulich zählen Micko und Paulwitz zu denjenigen Autoren, die sich „mit bissigem Humor und der erforderlichen Sachkenntnis“ einer Entwicklung entgegenstellen. Kritik wurde am VRS, dessen Mitglied Paulwitz ist, dahingehend geäußert, dass eine „gewisse […] Affinität zu politisch rechtsgerichteten Gruppen“ (Falco Pfalzgraf 2003) feststellbar sei. Auch wurden umstrittene Aktivitäten von Mitgliedern des Vereins in der Onlineenzyklopädie Wikipedia thematisiert.

## Mitbegründung derDeutschen Sprachwelt

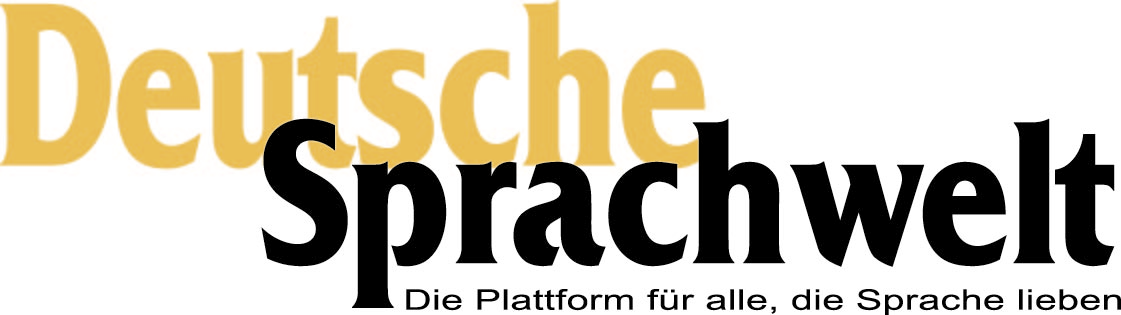
Deutsche Sprachwelt

Wegen der großen Rezeption seines Werkes begründete Paulwitz 2000 mit dem österreichischen Schriftsteller Stefan Micko die Print- und Onlinezeitung Deutsche Sprachwelt, deren Schriftleiter er bis heute ist. Bis 2003 war er Mitherausgeber des Blattes. Als Trägerverein fungiert der Verein für Sprachpflege (VfS), der seinen Sitz nach Erlangen verlegte.

### Kritisches Verhältnis zu Fremdwörtern
In den darauffolgenden Jahren kam Paulwitz immer wieder negativ auf den eingedeutschten englischen Sprachschatz zu sprechen u. a. von Fußballbegriffen, so auch anlässlich der Fußball-Weltmeisterschaft 2006, und von Werbesprüchen und -slogans. Gegen Fremdwörter an sich sei er aber nicht. Er mahnt aber an: „Wenn wir weiter nur gelassen zuschauen und nicht aktiv etwas gegen die Vermischung tun, werden tatsächlich viele der heutigen Sprachen aussterben“. Eine rezipierte Botschaft von Paulwitz ist die Frage nach Identität. Paulwitz erläutert dazu metaphorisch: „Selbstverständlich ist unsere Sprache nicht durch ein einzelnes englisches Wort gefährdet, sondern durch die Sturzflut an Engleutsch, die auf sie einbricht“. Außerdem wolle er die Bedeutung der deutschen Sprache in der Europäischen Union erhöhen, indem Deutsch mit Englisch und Französisch gleichziehen soll. Dazu forderte er ganzheitliche Veröffentlichungen in deutscher Sprache für die Beschlüsse der Europäischen Union.

### Kritik an der Rechtschreibreform
Als Schriftleiter forderte Paulwitz 2004 offen die vollständige Rücknahme der 1998 eingeführten Rechtschreibreform in Deutschland. Er schlug dazu vor, dass zunächst überregionale Zeitungen wie die Süddeutsche Zeitung und Die Welt die klassische Sprache wieder einführen sollten. Im gleichen Jahr kritisierte er auch die Reformpläne zur Aussprache von Zahlen des Bochumer Mathematikprofessors Lothar Gerritzen. Er forderte den Ministerpräsidenten des Landes Nordrhein-Westfalen Jürgen Rüttgers (CDU) auf, „sobald wie möglich sein Wahlversprechen zur Rechtschreibreform einzulösen“. Einzelne Nachbesserungen bezeichnete er als „Babylonischen Irrsinn“. Nachdem der vollständigen Rücknahme der Reform durch die Politik mit Einführung neuer Fassungen, zuletzt 2006, erfolgreich entgegengewirkt wurde, initiierte Paulwitz im Internet einen „Grabstein der deutschen Rechtschreibung“.

### Weitere Positionen als Sprachpfleger
Weiterhin bemängelte Paulwitz im Zuge der Fußball-Europameisterschaft 2004 die schlechte Aussprache von Sportreportern und warnte 2005 vor dem übermäßigen Gebrauch von Superlativen. 2005 unterstützte er die von Bundespräsident Horst Köhler angestoßene Debatte um mehr Werktreue im deutschen Theater. 2008 kritisierte er den Fußballbundestrainer Joachim Löw für dessen Sprache. Anlässlich des Achtelfinalspiels zwischen Deutschland und England bei der Fußball-Weltmeisterschaft 2010 kritisierte er die unangebrachte „Kriegsrhetorik“ in der Berichterstattung. Er wandte sich zudem mit einer Unterschriftenaktion gegen das Pilotprojekt Grundschrift (2011) des Grundschulverbandes. 2012 sprach Paulwitz den Mischsprachen („Kiez-Deutsch“) der Türkeistämmigen in Deutschland die Stellung des Dialekts ab. Im Januar 2013 wandte er sich gegen die Übernahme des Wortes „Vorständin“ in den Duden.

## Politische Einordnung
Paulwitz widersetzte sich 2006 der rechtsextremen NPD, die versuchte, die Aktion „Deutschpflicht für Politiker“ zu vereinnahmen. Er erklärte: „Sich zu einer verständlichen und bürgernahen Sprache zu verpflichten, kann nicht zur Sache einer radikalen Randpartei gemacht werden, die sich zudem selbst durch fragwürdige Äußerungen immer wieder ins Abseits stellt.“ Im Sommer 2013 führte er aus: „Denn mit diesen beiden verträgt sich Sprachpflege überhaupt nicht: mit Extremismus und Totalitarismus, mögen sie von ganz Rechtsaußen oder von ganz Linksaußen kommen oder gar aus der Mitte der Macht. Extremisten legen es darauf an, die Sprache zu manipulieren; anderen vorzuschreiben, was sie sagen und denken dürfen.“
Neben seiner regelmäßigen Autorenschaft für die rechtskonservative Wochenzeitung Junge Freiheit schrieb Paulwitz auch Beiträge für das Ostpreußenblatt. Darin veröffentlichte er 1998 (und in den Preußischen Mitteilungen von 2000 bis 2001) eine mehrteilige Serie zur Geschichte des „Konservativen Sozialismus“. Der Sozialökonom Ralf Ptak urteilt darüber: „Der Zielkorridor des hier proklamierten ‚dritten Weges‘ scheint sich im Bereich einer autoritär gestützten konservativ-liberalen Synthese zu bewegen, dessen Legitimität durch Sozialpathos gestützt werden soll – eine Verknüpfung, die in ähnlicher Weise den ordoliberalen Nachkriegsentwurf bestimmte.“
Paulwitz hielt Vorträge bei den Hamburger Freiheitsgesprächen der Staats- und Wirtschaftspolitischen Gesellschaft (SWG), beim Bund Junges Ostpreußen der Landsmannschaft Ostpreußen und 2003 bei der rechtsextremen Gesellschaft für freie Publizistik (GfP). Im Oktober 2007 bezeichnete Paulwitz den Vortrag als „Fehler“ und distanzierte sich von der GfP. Zudem war er 1998 nach eigenen Angaben von Februar bis Mai „Koordinator“ des Arbeitskreises Unsere Sprache (ARKUS), einer Unterabteilung des Vereins Unser Land – Wissenschaftliche Stiftung für Deutschland aus Starnberg, um den bekennenden „Nationalpazifisten“ Alfred Mechtersheimer.
Der Kölner Germanist Karl-Heinz Göttert hält Paulwitz mit Verweis auf dessen Ausschluss aus dem eher konservativen Verein Deutsche Sprache (VDS) für einen „journalistische[n] Rechtsaußen“. Paulwitz wurde wegen vereinsschädigenden Verhaltens aus dem VDS ausgeschlossen. Einige Regionalgruppen und Mitglieder des VDS gingen allerdings nicht, wie vom Vorstand gewünscht, auf Distanz zu Paulwitz; auch kam es zu Doppelmitgliedschaften in den Sprachgesellschaften.

## Auszeichnungen
- 2004: Mitgliedschaft im Pegnesischen Blumenorden[2] (vorgeschlagen von Manfred H. Grieb und Horst Ludwig)[77]
- 2006: Gerhard-Löwenthal-Preis für Journalisten[7] (Laudatio: Dankwart Guratzsch)[78]

## Schriften (Auswahl)

### Herausgeberschaft
- Mit Stefan Micko: Engleutsch? Nein, danke! Wie sag ich’s auf deutsch? Ein Volks-Wörterbuch. 2. Auflage, Verein für Sprachpflege, Erlangen [u. a.] 2000, ISBN 3-00-005949-0.
- Gebt der deutschen Sprache eine Zukunft! Antworten im „Lesesaal“ der Frankfurter Allgemeinen Zeitung (F.A.Z.) (= Schriften der Deutschen Sprachwelt, 1). Verein für Sprachpflege, Erlangen 2008.

### Beiträge in Sammelbänden
- Engleutsch oder Deutsch? Lassen wir unsere Muttersprache wieder strahlen! In: Herbert Fiebiger und Diethelm Keil (Hrsg.): 1881–2006. 125 Jahre Vereine Deutscher Studenten. Band 2: Der Zukunft zugewandt. Akademischer Verein Kyffhäuser, Bad Frankenhausen 2006, ISBN 3-929953-07-2, S. 137–143.
- Dieter Stein (Hrsg.): Rettet die deutsche Sprache. Beiträge, Interviews und Materialien zum Kampf gegen Rechtschreibreform und Anglizismen 1999–2004 (= Dokumentation, Band 9). Edition JF, Berlin 2004, ISBN 3-929886-21-9 (insgesamt sieben Beiträge).

### Fachaufsätze
- Unterwegs auf der „Straße der deutschen Sprache“. Teil 1. In: Wiener Sprachblätter 62 (2012) 1, S. 6 ff.